# برندان اوانس
 برندان اوانس (انگلیسی: Brendan Evans؛ زاده ۸ آوریل ۱۹۸۶) یک تنیس‌باز اهل ایالات متحده آمریکا است.